# Suriana
Suriana, monotipski biljni rod iz porodice Surianaceae, dio reda bobolike. Jedina vrsta je S. maritima, široko razgranati zimzeleni grm ili manje stablo koje obično naraste do tri metra, najviše do sedam metara. 
Raste u Zapadnoj Australiji, te nekim dijelovima Afrike, Oceanije i tropske Amerike. Često je na koraljnim grebenima i pješčanim tlima. 
Koristi se kako bi se stabilizirale pješčane dine i plaže, a ponekad se koristi i kao ukras, posebno za živice. Lokalno se upotrebljava i u narodnoj medicini, a i kao izvor drveta. 
Biljka je tolerantna na umjereno slanu zemlju i vrlo tolerantna na plažne uvjete, uključujući visoku površinsku toplinu, sušu i jake vjetrove opterećene solju. Cvjeta i donosi plodove tokom cijele godine. Sjeme se raspršuje morskom vodom i može ostati na vodi najmanje 5 mjeseci.
- S. maritima
- S. maritima